# HMS Swordfish (61S)
| «Сордфіш» (61S)            | «Сордфіш» (61S)                                                                                        | «Сордфіш» (61S)                                                                                        |
| -------------------------- | --- | --- |
| HMS Swordfish (61S)        | | |
|                            | | |
|                            | | |
| Під прапором               | | |
| Спуск на воду              | 10 листопада 1931                                                                                      | 10 листопада 1931                                                                                      |
| Сучасний статус            | 7 листопада 1940 року підірвався на морській міні та затонув поблизу мису Святої Катерини острову Вайт | 7 листопада 1940 року підірвався на морській міні та затонув поблизу мису Святої Катерини острову Вайт |
| Проєкт                     | | |
| Тип ПЧ                     | підводний човен типу «S»                                                                               | підводний човен типу «S»                                                                               |
| Основні характеристики     | | |
| Швидкість (надводна)       | 13,75 вузлів                                                                                           | 13,75 вузлів                                                                                           |
| Швидкість (підводна)       | 10 вузлів                                                                                              | 10 вузлів                                                                                              |
| Екіпаж                     | 36 | 36 |
| Розміри                    | | |
| Довжина найбільша (по КВЛ) | 61,72 м.                                                                                               | 61,72 м.                                                                                               |
| Ширина корпусу найб.       | 7,3 м.                                                                                                 | 7,3 м.                                                                                                 |
| Середня осадка (по КВЛ)    | 3.2 м.                                                                                                 | 3.2 м.                                                                                                 |
| Водотоннажність надводна   | 640 т.                                                                                                 | 640 т.                                                                                                 |
| Озброєння                  | | |
| Артилерія                  | 1 × 76-мм гармата 1 шт. 20-мм зенітна гармата «Ерлікон» 1 × кулемет «Віккерс»                          | 1 × 76-мм гармата 1 шт. 20-мм зенітна гармата «Ерлікон» 1 × кулемет «Віккерс»                          |
| Торпедно- мінне озброєння  | 6 × 533-мм носових торпедних апарати 12 торпед                                                         | 6 × 533-мм носових торпедних апарати 12 торпед                                                         |

«Сордфіш» (61S) (англ. HMS Swordfish (61S) — британський середній патрульний підводний човен типу «S», часів Другої світової війни.

## Будівництво та введення в експлуатацію
Закладено 1 грудня 1930 року на військово-морській верфі «Chatham Dockyard» міста Чатем. «Сордфіш» був середніх розмірів, мав такі ж показники маневреності та швидкості занурення, як і човни типу «H», але перевершував їх за швидкістю, озброєння, дальністю ходу і живучістю.
Спущений на воду 10 листопада 1931 року. Введений у експлуатацію 28 листопада 1932 року.

## Історія служби
23 серпня 1939 року, напередодні початку Другої світової війни, 2-га британська флотилія підводних човнів у складі «Сіхорс», «Старфіш», «Старжен», «Сордфіш», «Сперфіш», «Стерлет», «Сівулф», «Окслі», «Тріумф», «Тритон», «Тісл» і «Санфіш» вирушили на свою військову базу в Данді, а британська 6-та флотилія підводних човнів «Андін», «Юніті», «Урсула», «L26», «L27» і «H32» передислокувалися до Блайта. 24 серпня Британське адміралтейство відправило п'ять підводних човнів 2-ї флотилії на позиції патрулювання між Шетландськими островами та Обрестадом, щоб перешкодити ймовірному прориву німецьких рейдерів; але вони вже пройшли лінію перехоплення й вийшли на визначені позиції.
«Сордфіш» використовувався в роки Другої світової війни у Північному морі.
7 листопада 1940 року «Сордфіш», під командуванням лейтенанта А. Ленґлі, вийшов з порту Портсмут для патрулювання у Ла-Манші. Це було останнє патрулювання підводного човна, він зник, разом з 40 членами екіпажу. Була підозра, що він був потоплений німецьким есмінцем.
У 1983 році водолаз Мартін Вудворд виявив, на глибині 46 метрів, біля острова Вайт залишки «Сордфіш». Підводний човен розірваний на дві частини, мабуть від вибуху морської міни.[джерело?]

### Капітани «Сордфіш»
1. Лейтенант Сесіл Бернар Крауч (24 липня 1939 — 10 лютого 1940)
2. Лейтенант Патрік Джеймс Коуелл (10 лютого 1940 — 14 жовтня 1940)
3. Лейтенант Майкл Армитадж Ленґлі (14 жовтня 1940 — (†)7 листопада 1940)